# Moll Flanders

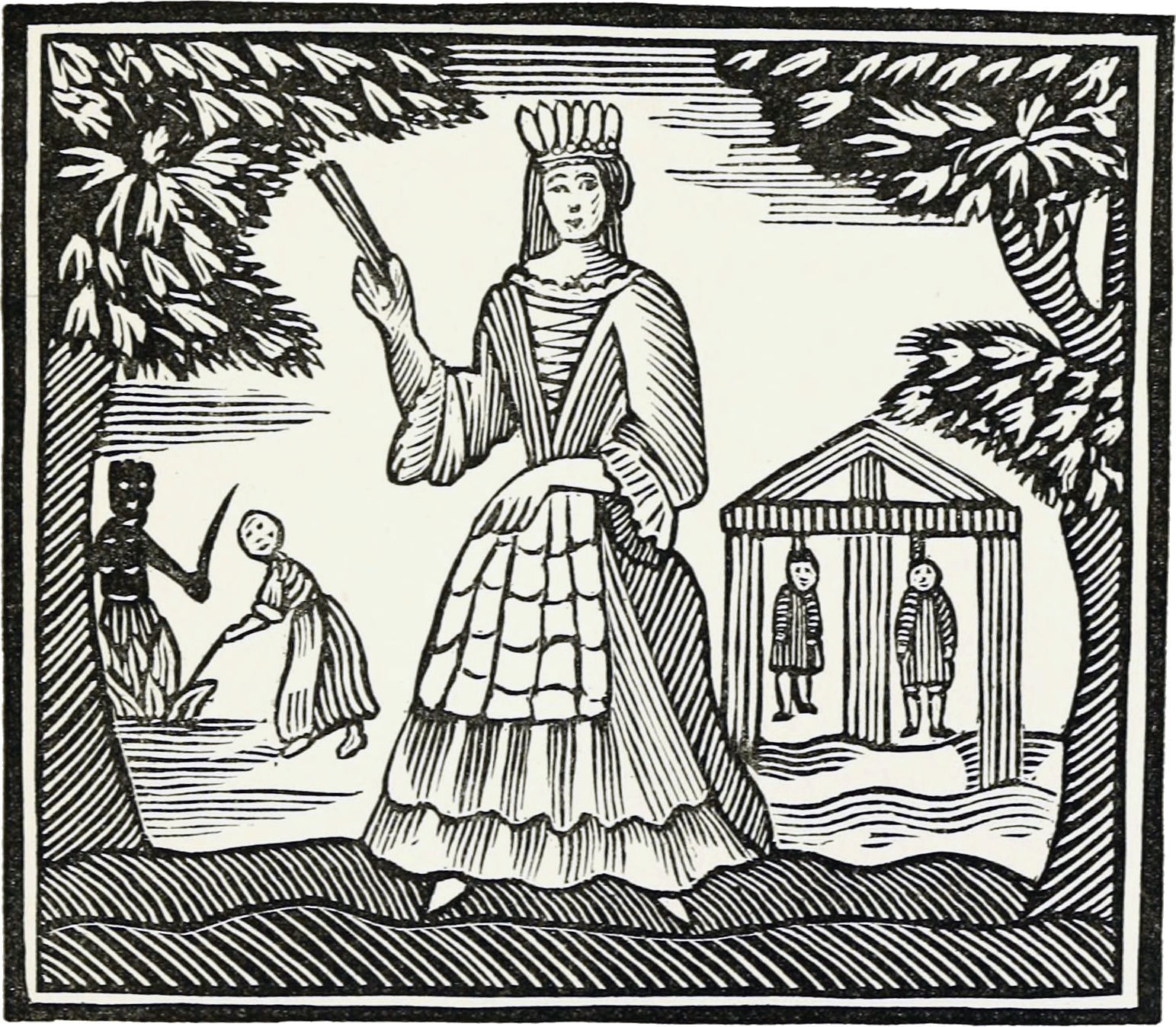
Moll Flanders

Moll Flanders (A vida amorosa de Moll Flanders em português) é um romance do escritor inglês Daniel Defoe escrito em 1722. O título original é "The Fortunes and Misfortunes of the Famous Moll Flanders Who Was Born In Newgate, and During a Life of Continu'd Variety For Threescore Years, Besides Her Childhood, Was Twelve Year a Whore, Five Times a Wife [Whereof Once To Her Own Brother], Twelve Year a Thief, Eight Year a Transported Felon In Virginia, At Last Grew Rich, Liv'd Honest, and Died a Penitent. Written from her own Memorandums."
Defoe escreveu essa obra após trabalhar como jornalista e panfletário. Defoe tinha sido reconhecido como um novelista de talento após o sucesso do livro Robinson Crusoe, lançado em 1719. Defoe se envolveu na disputa política entre o Whig (British Whig Party) (liberais) e os Tory (da aristocracia). Com a ascensão ao governo de Robert Walpole, antigo partidário Whig, Defoe (e outros artistas) passaram a criticá-lo. A história de Defoe sobre uma prostituta, faz referências a esse momento da história inglesa.

## Resumo
A mãe de Moll é condenada à prisão de Newgate mas é beneficiada pelo costume conhecido por "pleading her belly", dirigido às prisioneiras grávidas. A mãe então é deportada para a América e Moll Flanders (que não é seu nome de nascimento, como ela enfatiza, mas nunca revela qual é) passa a infância e adolescência numa casa aristocrata, como serva. Muito bonita, ela é causa de disputa de dois irmãos da família. O mais velho a induz a agir como se fossem casados ("act like they were married"), na cama, mas depois ele a convence a se casar com o irmão mais jovem. Ela então enviúva, deixa seus filhos aos cuidados dos sogros e começa a se passar por uma viúva rica para atrair homens com quem pudesse se casar e alcançar a segurança financeira.
A primeira vez que ela consegue seu intento, seu marido vai à falência e foge da Inglaterra. Da segunda vez, ela é levada a Virginia (nos EUA) por um bom homem que a apresenta a sua mãe. Após ter dois filhos, Moll descobre que sua sogra é na verdade sua mãe biológica, o que torna seu marido seu meio-irmão. Ela se separa e volta para a Inglaterra, deixando suas duas crianças para trás. Ela vai morar então em Bath, Somerset, e procura por um novo marido.
Ela se envolve com um homem casado, cuja esposa está confinada por insanidade. Mantendo amizade e desenvolvendo um tipo de amor platônico, os dois acabam tendo um filho. Mas o seu amante não fica com ela e acaba voltando para a esposa. 
Moll, agora com 42 anos de idade, conhece então um bancário casado. Usando do dinheiro dele enquanto espera que se divorcie, Moll na verdade quer atrair outro cavalheiro para casar. Ela então conhece e se casa com um suposto homem rico. Ao contar para ele que na verdade não tinha dinheiro, o seu marido se revela também como aventureiro, que havia contraído o matrimônio pois queria se apossar do seu rico dote, e a abandona, deixando-a grávida novamente. Moll deixa o bancário acreditar que ela continua disponível, esperando que seu marido retorne. 
O filho de Moll nasce quando a esposa do bancário comete suicídio, logo depois que ele lhe pedira o divórcio. Moll se casa com o bancário. O bancário morre em ruína financeira após cinco anos. Deixando Moll com dois filhos. 
Sem esperanças, Moll se torna uma ladra e vai para a prisão de Newgate, como sua mãe (e o autor do livro, 20 anos antes). Na prisão ela reencontra um dos seus maridos. E os dois são condenados ao desterro, enviados para as colônias da América. O casal é levado a uma fazenda na Virgínia. Aos 69 anos, ela retorna à Inglaterra.

## Temas e Análises
Alguns definem a obra como um conto sobre o capitalismo, com diversas alusões a dinheiro, contratos, etc, que outros consideram como próprias da personalidade calculista de Moll, pois o conceito econômico não era familiar na época. 
O tom do livro o torna um conto picaresco sobre a moralidade. Nesse segundo aspecto, a história de Moll possui dois ângulos: ao desejar ser uma dama (lady) ela comete adultério, prostituição, abandono de crianças e incesto. Por outro lado, ela pode ser vista como uma criminosa que alcança a paz com a confissão cristã e almeja a redenção. Dessa forma, a novela explora as ideologias conservadoras e liberais do século XVIII.
Defoe se define como um Puritano. Ele acredita e escreve sobre devoção e trabalho para alcançar a Divina Graça. A novela reserva muitas páginas para crime e pecado, mas transparece muito remorso, com Moll sendo uma personagem ambígua. 
A novela combina os interesses de Defoe em narrativas sobre conversões e suas experiências e idéias sobre o crime. Moll Flanders foi uma novela popular e Defoe aumentou essa sua reputação. No início ele havia escrito sobre criminosos em vários jornais e Moll Flanders o transformou em um escritor de criminosos. Aliás, depois de Moll Flanders, ele escreveu um texto sobre Jack Sheppard (1724) e uma novela sobre Jonathan Wild (1725). Também em 1724, Defoe voltou a tratar sobre a "Queda de Mulheres" em Roxana, sobre a vida de Moll Cutpurse, informação mencionada no livro.

## Adaptações
- O filme The Amorous Adventures of Moll Flanders de 1965, foi estrelada por Kim Novak como Moll Flanders.

- Em 1975 a BBC adaptou Moll Flanders para a TV, em duas partes. Dirigido por Donald Mcwhinnie, com Julia Foster como Moll.

- Uma adaptação musical foi gravada em 1993, com Josie Lawrence como Moll Flanders.

- Em 1996, foi lançado o filme Moll Flanders, com Robin Wright Penn. Esta adaptação não segue fielmente a obra.

- Uma segunda adaptação para a TV britânica foi feita em 1996: The Fortunes and Misfortunes of Moll Flanders, com Alex Kingston.

- Em 2007, o diretor Ken Russell estava preparando uma nova versão, com Lucinda Rhodes-Flaherty.

## Ligações Externas
- Moll Flanders no Projeto Gutenberg
- The Amorous Adventures of Moll Flanders. no IMDb.  (filme de 1965)
- Moll Flanders. no IMDb.  (filme TV de 1975)
- Moll Flanders. no IMDb.  (filme de 1996)
- The Fortunes and Misfortunes of Moll Flanders. no IMDb.  (filme de TV 1996)